# Dollar de Terre-Neuve
Le dollar de Terre-Neuve (code ISO : NFD[réf. nécessaire]) fut la devise officielle du Dominion de Terre-Neuve de 1865 à 1949, date à laquelle l'état terre-neuvien fut intégré au Canada. Il a été remplacé par le dollar canadien, au taux de 1:1, même si, officiellement, les monnaies de Terre-Neuve ont toujours cours légal au Canada.

## Billets

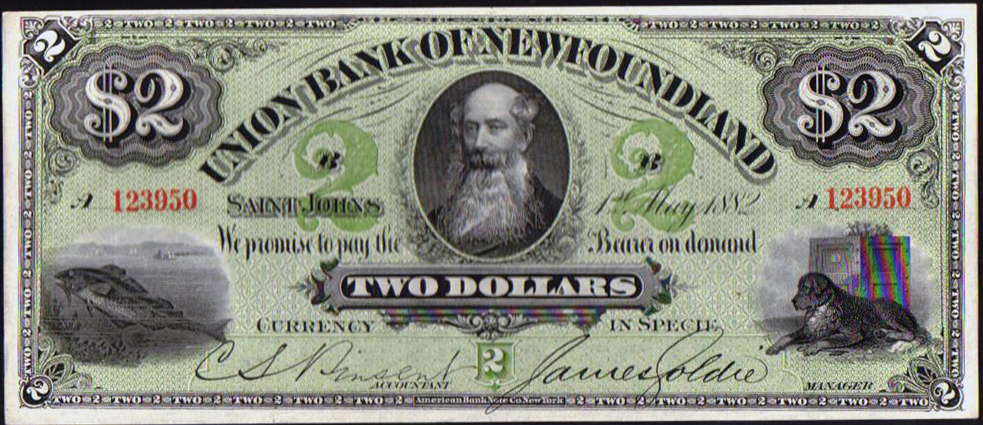
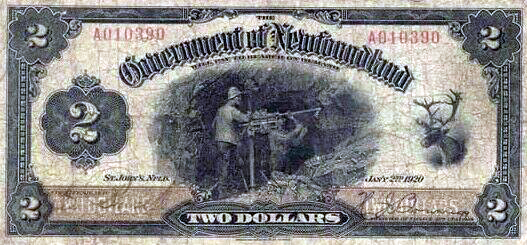

## Pièces de monnaie
| Monarque    | Valeur    | Avers/Revers | Date d'émission,                                                                         | Graveurs                                                           |
| ----------- | --------- | ------------ | ---------------------------------------------------------------------------------------- | ------------------------------------------------------------------ |
| Victoria    | 1 cent    |              | 1865, 1872(H) 1873, 1876(H) 1880, 1885 1888, 1890 1894, 1896                             | Horace Morehen (artiste) Thomas Minton (graveur)                   |
| Victoria    | 5 cents   |              | 1865, 1870 1872(H), 1873 1876(H), 1880–81 1882(H), 1885 1888, 1890 1894, 1896            | Leonard Charles Wyon                                               |
| Victoria    | 10 cents  |              | 1865, 1870 1872(H), 1873 1876(H), 1880 1882(H), 1885 1888, 1890 1894, 1896               | Leonard Charles Wyon                                               |
| Victoria    | 20 cents  |              | 1865, 1870 1872(H), 1873 1876(H), 1880–81 1882(H), 1885 1888, 1890 1894, 1896 1899, 1900 | Leonard Charles Wyon et Horace Morehen                             |
| Victoria    | 50 cents  |              | 1870, 1872(H) 1873–74, 1876(H) 1880–81, 1882(H) 1885, 1888 1894, 1896 1898–1900          | Leonard Charles Wyon                                               |
| Victoria    | 2 dollars |              | 1865, 1870 1872, 1880–81 1882(H), 1885 1888                                              | Leonard Charles Wyon                                               |
| Édouard VII | 1 cent    |              | 1904(H) 1907 1909                                                                        | George William de Saulles (avers) Horace Morehen (revers)          |
| Édouard VII | 5 cents   |              | 1903 1904(H) 1908                                                                        | George William de Saulles                                          |
| Édouard VII | 10 cents  |              | 1903 1904(H)                                                                             | George William de Saulles                                          |
| Édouard VII | 20 cents  |              | 1904(H)                                                                                  | George William de Saulles (avers) W.H.J. Blakemore (revers)        |
| Édouard VII | 50 cents  |              | 1904(H) 1907–09                                                                          | George William de Saulles (avers) W.H.J. Blakemore (revers)        |
| George V    | 1 cent    |              | 1913 1917(C) 1919–20(C) 1929 1936                                                        | Edgar Bertram MacKennal (avers) Horace Morehen (revers)            |
| George V    | 5 cents   |              | 1912 1917(C) 1919(C) 1929                                                                | Edgar Bertram MacKennal (avers) George William de Saulles (revers) |
| George V    | 10 cents  |              | 1912 1917(C) 1919(C)                                                                     | Edgar Bertram MacKennal (avers) George William de Saulles (revers) |
| George V    | 20 cents  |              | 1912                                                                                     | Edgar Bertram MacKennal (avers) W.H.J. Blakemore (revers)          |
| George V    | 25 cents  |              | 1917(C) 1919(C)                                                                          | Edgar Bertram MacKennal (avers) W.H.J. Blakemore (revers)          |
| George V    | 50 cents  |              | 1911 1917–19(C)                                                                          | Edgar Bertram MacKennal (avers) W.H.J. Blakemore (revers)          |
| George VI   | 1 cent    |              | 1938, 1940 1941(C), 1942 1943–44(C) 1947(C)                                              | Percy Metcalfe (avers) Walter J. Newman (revers)                   |
| George VI   | 5 cents   |              | 1938, 1940–43(C) 1944–47(C)                                                              | Percy Metcalfe (avers) George William de Saulles (revers)          |
| George VI   | 10 cents  |              | 1938, 1940 1941–44(C) 1945–47(C),                                                        | Percy Metcalfe (avers) George William de Saulles (revers)          |